# Nie igraj z aniołem
Nie igraj z aniołem (hiszp. Cuidado con el ángel) – meksykańska telenowela wyprodukowana przez Televisę. W rolach głównych występują Maite Perroni i William Levy. Producentką telenoweli jest Nathalie Lartilleux.
Premiera serialu w Meksyku odbyła się 9 czerwca 2008 na El Canal de las Estrellas. Ostatni, 194. odcinek został wyemitowany 9 marca 2009.

## Wersja polska
W Polsce telenowela została wyemitowana po raz pierwszy w latach 2009–2010. Premierową emisję pierwszego odcinka wyemitowano 2 marca 2009 roku w TV4 o godzinie 18.00. W okresie wakacyjnym nastąpiła przerwa w emisji serialu. Po wakacyjnej przerwie serial wrócił na antenę Czwórki od 31 sierpnia 2009 roku. Nowe odcinki (począwszy od odcinka 67) nadawane były od poniedziałku do piątku o godzinie 17.30. Ostatni, 194 odcinek podczas pierwszej emisji w Polsce wyemitowany został 11 marca 2010 roku.
Serial został wyemitowany także w TV6 po „Nieposkromionej miłości” od 8 maja 2014 o godz. 17.00.
W okresie wakacyjnym po zakończeniu emisji „Prawdziwego uczucia” stacja TV6 emitowała po dwa odcinki serialu w tygodniu.
Serial cieszył się dużą popularnością. Telenowela została wyemitowana pięciokrotnie w TV4. „Nie igraj z aniołem” po raz piąty w Czwórce został wyemitowany 8 lutego 2018 roku zaraz po zakończeniu „Esmeraldy” o godzinie 17.00. Ostatni odcinek  wyemitowano o godzinie 16.00 29 czerwca 2018.
Opracowaniem wersji polskiej zajęło się Studio Publishing. Autorami tekstu byli Teresa Włodarczyk i Daniel Wegner. Lektorem serialu był Mariusz Siudziński.

## Fabuła
Kiedy urodziła się Marichuy, jej matka, przekonana, że umiera oddała swą córkę do sierocińca. Ta w wieku 14 lat ucieka z niego i rozpoczyna samodzielne życie na ulicy, robiąc wszystko aby przeżyć. Pewnego razu zostaje napadnięta przez pijanego mężczyznę, co powoduje uraz w stosunku do mężczyzn.
Spotyka ubogą Candelarię, która daje jej dach nad głową i staje się jej przyszywaną matką. W pewnym incydencie z policją Marichuy poznaje Juana Miguela (nie raz zaczepiali się na ulicy) Pomaga on jej w sytuacji, gdy sędzia Velarde (prawdziwy ojciec Marichuy oboje nie wiedzą o swoim pokrewieństwie) chce zamknąć ją w więzieniu, biorąc za nią odpowiedzialność i sprowadzając do swojego domu. Juan Miguel jest wdowcem, mającym małą córkę Mayitę. Nie wie jednak, że jego żona Viviana upozorowała własną śmierć. Niebawem Marichuy i Juan Miguel zakochują się w sobie i pobierają. W noc poślubną Marichuy odkrywa, że jej świeżo poślubiony mąż jest napastnikiem z przeszłości. Marichuy gardzi mężem ale tak naprawdę nie przestaje go kochać. Wkrótce dziewczyna odkrywa, że jest w ciąży z Juanem Miguelem. W dniu, w którym postanawia mu to wyznać odnajduje się była żona mężczyzny. Ten nie chce teraz słyszeć o Marichuy (mówi jej same przykrości, nie daje jej dojść do słowa). Przygnębiona postanawia, że Juan Miguel nigdy nie dowie się o dziecku i wraz z Candelarią przenosi się do innego miasta, gdzie poznaje Omara, zwanego czasem Leopardem który kiedyś przyjaźnił się z ojcem jej dziecka. Mężczyzna zakochuje się w niej. Po narodzinach dziecka Marichuy Leopardo chce ożenić się z kobietą, ale wtedy ona oświadcza, że ma już męża. Omar postanawia walczyć o miłość Marichuy. Ta pewnego dnia dowiaduje się o (tym razem prawdziwej) śmierci żony Juana Miguela (zabiła ją guwernantka Mayity). Ucieka z hacjendy Leoparda i mimo wszystko postanawia wrócić do byłego męża. Na miejscu dowiaduje się jednak, że mężczyzna zdążył związać się już z zabójczynią żony - Blancą, guwernantką Mayity, chorą na rozdwojenie jaźni, pomimo tego że jej nie kocha. Zrobił to z obietnicy, że ją wyleczy. Leopardo postanawia odnaleźć Marichuy. Nieświadomy zatrzymuje się u starego przyjaciela, Juana Miguela. To od niego San Roman dowiaduje się, że ma syna. Później wyznaje Marichuy, że nadal ją kocha, ona jednak chce aby o niej zapomniał. Przypadkiem dowiaduje się, że jej rodzicami są państwo Velardowie. Na przekór Juanowi Miguelowi zaręcza się z Leopardo. Później zostaje zatrudniona w teatrze swojego kolegi Amadora jako aktorka, gdzie podczas prób jednej ze sztuk, zostaje postrzelona. Nikt nie wie, jak to się stało, w rzeczywistości to Estefania (kiedyś udawała córkę Velardów) ze swoją ciotką podmieniły naboje na prawdziwe. Marichuy, w wyniku postrzału, straci wzrok. Później Juan Miguel podając się za doktora Pabla Cisnerosa (gdyby Marichuy wiedziała jak ma na imię, nie dałaby się wyleczyć) próbuje przywrócić wzrok Marichuy.Kiedy Marichuy odzyskuje wzrok dowiaduje się, że Pablo Cisneros to w rzeczywistości Juan Miguel, jest zawiedziona i zła. Ana Julia mówi Marichuy, że jest w ciąży z Juanem Miguelem (co jest kłamstwem) i Marichuy jeszcze bardziej obraża się na Juana Miguela. Mayita z trudem rozstaje się z babcią. Marichuy ucieka z domu wraz ze swoim synkiem. Zauważa to dopiero Candelaria. Zatrudnia się w klinice zakochanego w niej doktora. Juan Miguel jest o niego zazdrosny. Amador postanawia powiedzieć Marichuy, że to on jest ojcem dziecka Any Julii, jednak ona i Vincente podążają w ślad za nim. Amador zabija Vincente i ucieka z Aną Julią. Marichuy wzywa na pomoc Juana Miguela jednak nic nie da się już zrobić. Marichuy przeprasza za swoje zachowanie i godzi się z Juanem Miguelem,dziewczyna oświadcza mu się. W dniu ich ślubu Ana Julia porywa Marichuy i podpala domek, w którym obie przebywają. Marichuy ratuje siebie i Anę Julię, a ta zaczyna rodzić. Po urodzeniu córeczki umiera. Juan Miguel zabiera Marichuy do domu. Pobierają się i wyjeżdżają w podróż poślubną razem z Maitą i Juanitem. Cała czwórka przytula się na plaży.

## Obsada
- Maite Perroni jako María de Jesús "Marichuy" Velarde Santos de San Román
- William Levy jako Juan Miguel San Román Bustos
- Helena Rojo jako Cecilia Santos de Velarde
- Ana Patricia Rojo jako Estefanía Rojas / Estefanía Velarde Santos
- Laura Zapata jako Onelia Montenegro Vda. de Mayer
- Nailea Norvind jako Viviana Mayer Montenegro de San Román
- Michelle Vieth jako Ana Julia Villaseñor
- Ricardo Blume jako Patricio Velarde del Bosque
- Rocío Banquells jako Isabella Rojas
- Sherlyn jako Rocío San Román Bustos de Velarde
- Arturo Carmona jako Amador Robles
- René Strickler jako Omar Contreras "Leopardo"
- Miguel Córcega jako ojciec Anselmo Vidal #1
- Héctor Gómez jako ojciec Anselmo Vidal #2
- Evita Muñoz jako Candelaria Martínez
- Beatriz Aguirre jako Mariana Bustos de San Román
- Diana Golden jako Mercedes de Millares[potrzebny przypis]
- Maya Mishalska jako Blanca Silva de Contreras / Ivette Dorleaque
- África Zavala jako Elsa Maldonado San Román vda de Acuña[potrzebny przypis]
- Abraham Ramos jako Adrián González
- Víctor Noriega jako Daniel Velarde
- Jorge De Silva jako Eduardo Garibay
- Elizabeth Dupeyrón jako Luisa San Román de Maldonado
- Francisco Rubio jako Rafael Cimarro
- Óscar Traven – Francisco Maldonado
- Renata Flores – Martirio
- Rodrigo Mejia – Nelson Acuña
- Ana Isabel Torre – Beatriz Garibay
- Jesús More – Vicente Millares[potrzebny przypis]
- Mauricio Mejía jako Israel Pérez
- Katerine Kellerman – Rebeca "Becky" Mendoza Soto de Pérez[potrzebny przypis]
- Saraí Meza jako María Antonieta "Mayita" San Román Mayer
- Sara Montes jako Balbina
- Rebeca Manríquez jako Olga
- Aurora Clavel jako Fermina
- Rafael del Villar jako Tomás
- Amparo Garrido jako Clemencia
- Marina Marín – Micaela Vidal
- Mario Casillas – Lic. Lozada
- María Dolores Oliva – Coralia
- Justo Martínez – Cosme
- Maricarmen Vela – Doña Mimí Robles[potrzebny przypis]
- Juan Ángel Esparza – Reynaldo
- Luis Caballero – Gabriel Lizárraga[potrzebny przypis]
- María Morena – Esther
- Milia Nader – Obdulia
- Marius Biegai – Fentanes
- Vania Pardo – Dora
- Maite Embil – Leticia de Lizárraga
- Archie Lanfranco – Gustavo Lizárraga
- Eduardo Rivera – Doktor de la Cruz Roja
- Mauricio Aspe – Raúl Soto
- Delia Casanova – Sra. Márgara Riquelme
- Juan Peláez jako Rodolfo del Huerto
- Consuelo Duval jako Candy
- Patricio Borghetti jako Pato
- Estefanía Villarreal jako Soraya Linares Pontes
- Alejandro Ruiz jako Juez del Villar
- José Carlos Ruiz jako Andrés
- Franco Gala jako Pablo Cisneros

## Adaptacje
Poprzednie wersje telenoweli zostały nakręcone w Wenezueli: w latach 70. jako Una muchacha llamada Milagros  oraz w 80. jako Mi amada Beatriz. Wszystkie trzy wersje telenoweli to adaptacje powieści Delli Fiallo.

## Nagrody i nominacje

### Premios Juventud 2009
| Kategoria                                                        | Osoba         | Wynik   |
| ---------------------------------------------------------------- | ------------- | ------- |
| Dziewczyna, która zabiera mi sen (¡Chica que me quita el sueño!) | Maite Perroni | Wygrana |
| To jest świetne! (¡Esta buenísimo!)                              | William Levy  | Wygrana |

Źródło: